# Адріан Скогмар
Адріан Сіам Скогмар (швед. Adrian Siam Skogmar, нар. 23 листопада 2005, Мальме, Швеція) — шведський футболіст, півзахисник клубу «Мальме».

## Ігрова кар'єра

### Клубна
Адріан Скогмар народився у місті Мальме і є вихованцем місцевого однойменного клуба, де починав грати за молодіжні команди.
В кінці 2022 року Скогмар був переведений до першої команди клубу. 1 липня 2023 року у матчі чемпіонату країни проти «Сіріуса» футболіст дебютував на професійному рівні. В сезоні 2024/25 скогмар дебютував на міжнародному рівні — в матчах лігового раунду Ліги Європи. Двічі в складі «Мальме» Скогмар здобував титул чемпіона Швеції.

### Збірна
Адріан скогмар має тайське походження по лінії мами. У 2024 році футболіст почав свої виступи в складі молодіжної збірної Швеції.

## Титули
Мальме
 Чемпіон Швеції (2): 2023, 2024